# 歐洲野馬
歐洲野馬（学名：Equus ferus ferus），又名泰班野馬，是一種歐亞大陸的野馬。最後一頭野生的歐洲野馬是於1876年在烏克蘭死亡，最後一頭圈养的歐洲野馬則是在1909年死於俄羅斯動物園。另一個名字的「泰班」是其突厥語的名稱。
由1930年代開始，就已經不斷有复活歐洲野馬的努力。

## 科學分類
歐洲野馬最初是由约翰·弗里德里希·格梅林於1774年首先描述。他於1769年在沃羅涅日見到歐洲野馬。於1784年，彼得·博达尔特根據最初的描述將牠命名為Equus ferus。Otto Antonius於1912年在不知情下將歐洲野馬命名為Equus gmelini。由於這個學名都是來自相同的描述，所以是次客觀同物異名。

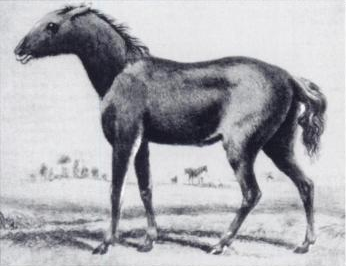
1841年歐洲野馬的繪畫。

現今馴養的馬（Equus caballus）相信都是歐洲野馬的後裔，而很多分類學家更認為牠們其實是同一物種。根據國際動物命名法規，歐洲野馬的學名應該是E. caballus，或是其亞種的E. caballus ferus。不過一般都沒有沿用這個學名，而是以E. ferus來避免誤會。

## 歷史

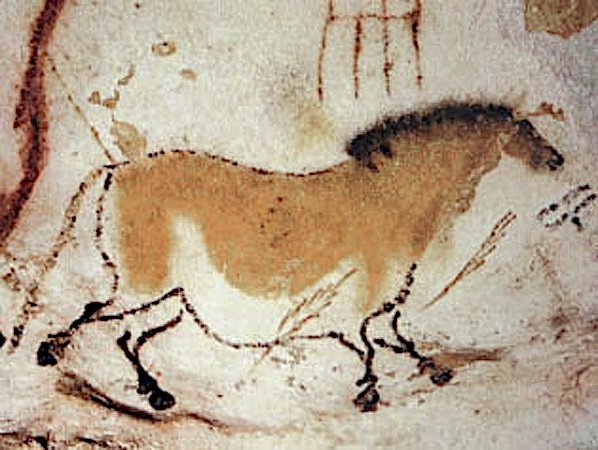
拉斯科洞窟壁畫

歐洲野馬是史前的野馬，分佈在法國南部及西班牙東部至俄羅斯中部。在法國及西班牙有相信是歐洲野馬的石洞壁畫，而在俄羅斯南部則發現有飼養歐洲野馬的工具，估計斯基泰人約於前3000年馴養這些馬。
歐洲野馬於1800年代末消失，最後一匹欧洲野马在1909年死亡。骨架保存在俄罗斯科学院动物研究所。
波蘭政府嘗試在比亞沃維耶扎原始森林拯救歐洲野馬的後裔。這些後裔有時被稱為柯尼克波蘭小馬。

## 復生計劃

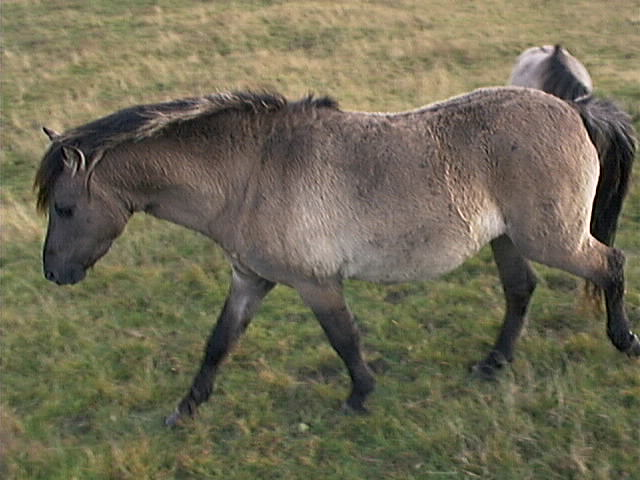
德國下薩克森的。

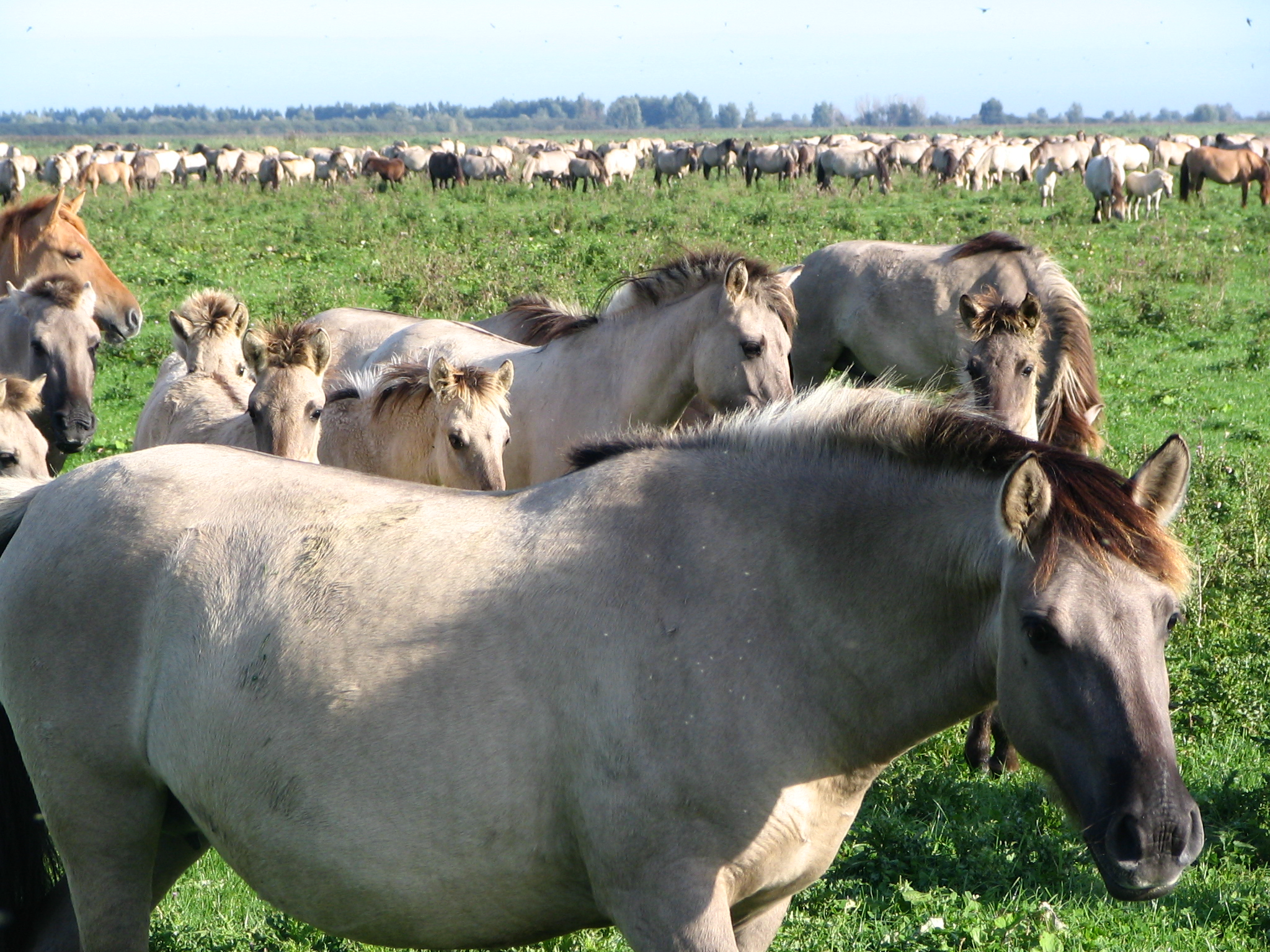
在荷蘭的。

現時有三個計劃令歐洲野馬復生。於1930年代初，德國柏林及慕尼黑動物園培育了海克馬。於1936年，波蘭培育了柯尼克波蘭小馬；於1960年代中期，在美國則培育了Hegardt或Stroebel's馬。以上的計劃所培育的馬與歐洲野馬有很多相似的地方，但卻並非完全成功。

## 外部連結
- The Spanish Tarpan （页面存档备份，存于）
- The Spanish Tarpan in North America （页面存档备份，存于）
- American "Tarpan" （页面存档备份，存于）
- North American Tarpan Association